# Бабушка (фильм, 1940)
«Бабушка» (чеш. Babička) — чешский чёрно-белый художественный фильм, драма 1940 года. Экранизация одноимённой повести Божены Немцовой.

## Сюжет
Бабушка переехала с Орлицких гор к своей дочери Терезке в долину, чтобы помогать в воспитании внуков. Старая женщина легко навязывает соглашение с соседями, а тоже с аристократкой из дворца, которая делает добро, благодаря советам бабушки.

## В ролях
- Терезия Брзкова — бабушка
- Наташа Танска — Барунька
- Йиржина Штепничкова — Викторка
- Итка Душкова — Аделька
- Мария Глазрова — княжна
- Нора Чифкова — Гортензия
- Иржи Папеж — Ян
- Светла Свозилова — Терезка
- Карел Тршешняк — Прошек
- Мария Блажкова — мельничиха
- Ярослав Пруха — охотник из Рейсенбурга
- Владимир Ржепа — Кудрна
- Хелена Малкова — ребёнок Кудрны
- Йиржи Догнал — Якуб
- Станислав Нейман — писарь
- Божена Шустрова — Кристла
- Эва Шенкова — Вараёва